# Mistrzowie strongman: Holandia

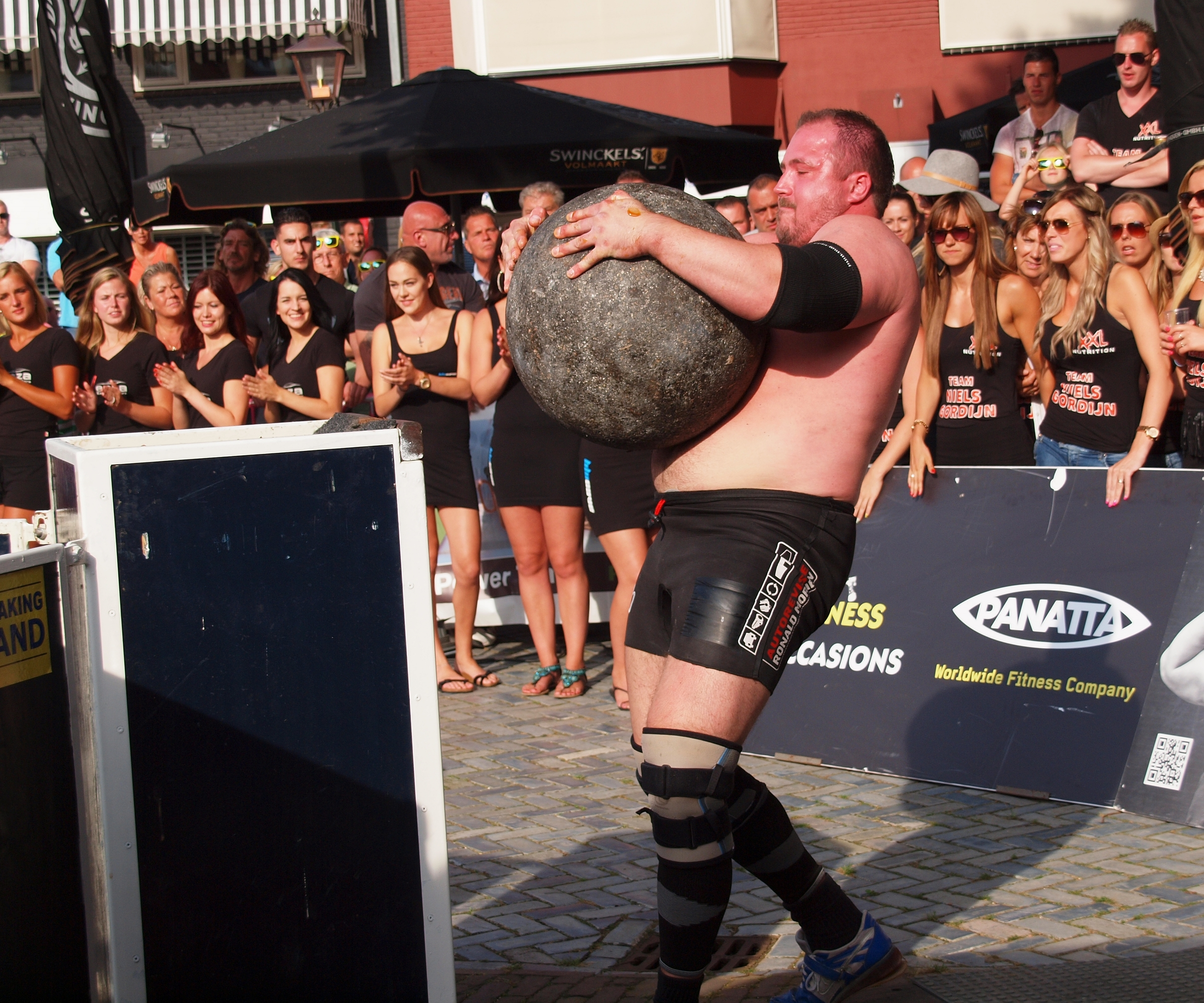
Jitse Kramer (2015). Mistrz 2013 i 2015 roku.

Mistrzowie strongman: Holandia (niderlandzki: Sterkste Man van Nederland) – doroczne, indywidualne zawody siłaczy, organizowane w Holandii od 1979.

## Mistrzowie
| Rok  | Mistrz                 |
| ---- | ---------------------- |
| 1979 | Gerard du Prie         |
| 1980 | nie rozgrywano         |
| 1981 | nie rozgrywano         |
| 1982 | Simon Wulfse           |
| 1983 | Gerard du Prie         |
| 1984 | Ab Wolders             |
| 1985 | nie rozgrywano         |
| 1986 | nie rozgrywano         |
| 1987 | nie rozgrywano         |
| 1988 | nie rozgrywano         |
| 1989 | Tjalling van den Bosch |
| 1990 | nie rozgrywano         |
| 1991 | Ted van der Parre      |
| 1992 | Ted van der Parre      |
| 1993 | Berend Veneberg        |
| 1994 | Ted van der Parre      |
| 1995 | Berend Veneberg        |
| 1996 | Berend Veneberg        |
| 1997 | Berend Veneberg        |
| 1998 | nie rozgrywano         |

| Rok  | Mistrz           | Wicemistrz             | Drugi Wicemistrz |
| ---- | ---------------- | ---------------------- | ---------------- |
| 1999 | Berend Veneberg  | Peter Baltus           | Jarno Hams       |
| 2000 | Berend Veneberg  | Peter Baltus           | Eduard Leeflang  |
| 2001 | Wout Zijlstra    | Jarno Hams             | Sander Du Burck  |
| 2002 | Berend Veneberg  | Sjaak Ruska            | Jarno Hams       |
| 2003 | Peter Baltus     | Jarno Hams             | Sjaak Ruska      |
| 2004 | Jarno Hams       | Simon Sulaiman         | Edwin Hakvoort   |
| 2005 | Jarno Hams       | Dave Mossing           | Edwin Hakvoort   |
| 2006 | Jarno Hams       | Sjaak Ruska            | Tom Jansen       |
| 2007 | Jarno Hams       | Evert Kreuze           | Tom Jansen       |
| 2008 | Jarno Hams       | Richard van der Linden | Evert Kreuze     |
| 2009 | Simon Sulaiman   | Alex Moonen            | Jan Wagenaar     |
| 2010 | Jarno Hams       | Richard van der Linden | Alex Moonen      |
| 2011 | Jan Wagenaar     | Richard van der Linden | Alex Moonen      |
| 2012 | Jarno Hams       | Jan Wagenaar           | Alex Moonen      |
| 2013 | Jitse Kramer     | Jan Wagenaar           | Niels Gordijn    |
| 2014 | Alex Moonen      | Niels Gordijn          | Kelvin de Ruiter |
| 2015 | Jitse Kramer     | Niels Gordijn          | Enzo Tauro       |
| 2016 | Alex Moonen      | Jitse Kramer           | Enzo Tauro       |
| 2017 | Alex Moonen      | Enzo Tauro             | Kelvin de Ruiter |
| 2018 | Alex Moonen      | Kelvin de Ruiter       | Enzo Tauro       |
| 2019 | Kelvin de Ruiter | Joost Heutinck         | Teun Moors       |